# Luigi Meroni
Luigi Meroni, detto Gigi (Como, 24 febbraio 1943 – Torino, 15 ottobre 1967), è stato un calciatore italiano, di ruolo centrocampista.
Promettente talento del calcio italiano degli anni sessanta, morì tragicamente all'età di soli 24 anni, poco dopo la fine di una partita tra il Torino, squadra in cui giocava, e la Sampdoria, venendo investito da un'automobile mentre attraversava corso Re Umberto, a Torino.
Disputò 145 partite in Serie A, realizzando 29 reti.

## Caratteristiche tecniche
Ala destra, giocava con il numero 7. Paragonato a George Best, al quale tra l'altro assomigliava fisicamente, per la fantasia e l'estro che mostrava in campo, i suoi punti di forza erano la velocità e il dribbling imprevedibile, con cui spiazzava i difensori avversari, arrivando spesso a percorrere tutto il campo con il pallone tra i piedi fino a giungere a tu per tu con il portiere.

## Carriera

### Club

Meroni in azione al Genoa nel 1964, mentre impegna il portiere del Milan Luigi Balzarini

Secondo dei tre figli di Emilio Meroni e Giulia Rosa Tagliabue, chiamata Rosa, cominciò a giocare a calcio in un piccolo cortile, per poi passare al campo dell'Oratorio di San Bartolomeo a Como.
Rimasto orfano del padre all'età di 2 anni, crebbe con la madre, di professione tessitrice, che aveva difficoltà economiche nell'allevare lui ed i suoi fratelli Celestino e Maria.
Come primo lavoro fece il disegnatore di cravatte di seta e si dedicò anche alla pittura.
Cresciuto calcisticamente nelle formazioni giovanili del Como, dopo aver esordito in prima squadra, in Serie B, venne ceduto al Genoa, i cui dirigenti erano rimasti impressionati vedendolo giocare come loro avversario.
A Genova s'impose definitivamente all'attenzione nazionale: le sue serpentine e i suoi gol trascinarono la squadra, allenata da Benjamín Santos, all'8º posto in classifica e alla conquista, per la 2ª volta, della Coppa delle Alpi, nell'anno in cui venne stabilito anche il record di imbattibilità dal portiere genoano Mario Da Pozzo.
Nell'estate 1964, nonostante la mobilitazione della tifoseria genoana per trattenerlo, fu ceduto al Torino, allenato da Nereo Rocco, per 300 milioni di lire, all'epoca cifra record per un giocatore di soli 21 anni.
Fu soprannominato "farfalla", in riferimento al suo stile di gioco e ai suoi costumi anticonformisti (era nota la sua convivenza more uxorio con una ragazza sposata), e "beatnik del gol" per i suoi interessi nel mondo delle arti figurative e la sua abitudine di portare barba e capelli lunghi. Alcuni tifosi lo chiamavano "Calimero".
Con il centravanti Nestor Combin formò una coppia d'attacco di alto livello.
Le voci insistenti di un suo passaggio alla rivale cittadina Juventus, per 750 milioni di lire, scatenarono una specie di "insurrezione" popolare; il presidente granata Orfeo Pianelli, sotto la pressione della piazza, rinunciò al trasferimento.
Nel 1967 a San Siro, giocando contro l'Inter, dopo uno dei suoi famosi slalom, segnò tirando un pallonetto dal limite dell'area che finì sotto l'incrocio dei pali; tale rete interruppe l'imbattibilità casalinga della famosa "Grande Inter" dell'allenatore Helenio Herrera, costringendo i nerazzurri alla prima sconfitta dopo 3 anni di risultati utili.

### Nazionale
Venne convocato in Nazionale per la prima volta nel 1965 dal commissario tecnico Edmondo Fabbri, in occasione della partita di qualificazione con la Polonia.
Mise a segno la prima rete in maglia azzurra a Bologna, il 14 giugno 1966, marcando il 6º gol di Italia-Bulgaria 6-1, partita amichevole di preparazione al Mondiale.
Segnò un gol anche nell'altra amichevole Italia-Argentina, disputata a Torino 8 giorni dopo e conclusasi con una vittoria azzurra per 3-0.
Partecipò alla sfortunata spedizione, sempre sotto la guida tecnica di Fabbri, ai Mondiali di Inghilterra del 1966, culminata con la sconfitta contro la Corea del Nord per 0-1 e l'eliminazione al 1º turno. Per le continue divergenze con il tecnico, Meroni giocò solo la seconda partita, contro l'URSS.

## La tragica morte
La sera del 15 ottobre 1967, dopo l'incontro contro la Sampdoria, vinto dai granata per 4-2, Meroni si rese conto di non avere con sé le chiavi della sua abitazione di corso Re Umberto, quindi andò insieme al compagno di squadra e grande amico Fabrizio Poletti al bar Zambon, dove telefonò a degli amici presso i quali si trovava la sua compagna, dopodiché attraversò corso Re Umberto, sempre con Poletti, nei pressi del civico 46. I due giocatori percorsero la prima metà della carreggiata, dopodiché, vedendo sopraggiungere un'automobile, si fermarono al centro, attendendo il momento opportuno per completare l'attraversamento, fecero un passo indietro e vennero investiti da una Fiat 124 Sport Coupé che sopraggiungeva in direzione opposta; Poletti fu colpito di striscio, mentre Meroni venne investito alla gamba sinistra, fu sbalzato, cadde a terra nell'altra corsia e fu travolto da una Lancia Appia guidata da un milanese, Guido Zaccaria, che lo centrò in pieno e ne trascinò il corpo per 50 metri. Fu portato da un passante all'ospedale Mauriziano, dove con gambe e bacino fratturati e con un grave trauma cranico; venne dichiarato deceduto alle 22:40.
La Fiat 124 era invece guidata dal diciannovenne Attilio Romero, grande tifoso del Torino, che stava rincasando proprio dopo aver assistito alla partita, era figlio del primario di neurologia dell'ospedale Mauriziano ed abitava anch'esso in corso Re Umberto, a 13 numeri civici di distanza dall'abitazione di Meroni. Dopo l'incidente il giovane, neopatentato, prima si fermò a bordo strada per prestare soccorso, poi si presentò spontaneamente alla Polizia, che lo interrogò fino a tarda notte per poi rilasciarlo, consentendogli di tornare a casa. In seguito Romero, assolto dall'accusa di omicidio colposo per non aver avuto modo di evitare l'investimento, diventerà dirigente d'azienda e, nel giugno del 2000, per ironia della sorte, verrà chiamato a ricoprire proprio il ruolo di presidente del Torino.
Più di 20.000 persone parteciparono ai funerali di Meroni e il lutto scosse la città; anche alcuni detenuti nel carcere Le Nuove di Torino fecero una colletta per mandare fiori. La stampa sembrò perdonare i suoi modi bizzarri di apparire in pubblico, per i quali era solita attaccarlo fino a poco prima, ma l'arcidiocesi di Torino si oppose allo svolgimento di un funerale religioso per lui, definendolo un "peccatore pubblico", e criticò aspramente don Francesco Ferraudo, sacerdote del club granata, che lo celebrò comunque.
La compagna di Meroni era Cristiana Uderstadt, figlia di giostrai, che si era sposata con un regista romano ed era in attesa di annullamento del matrimonio da parte della Sacra Rota (all'epoca in Italia non era stato ancora introdotto il divorzio).
Meroni ricevette sepoltura nel Cimitero Monumentale di Como, sua città natale.

### Dopo la morte

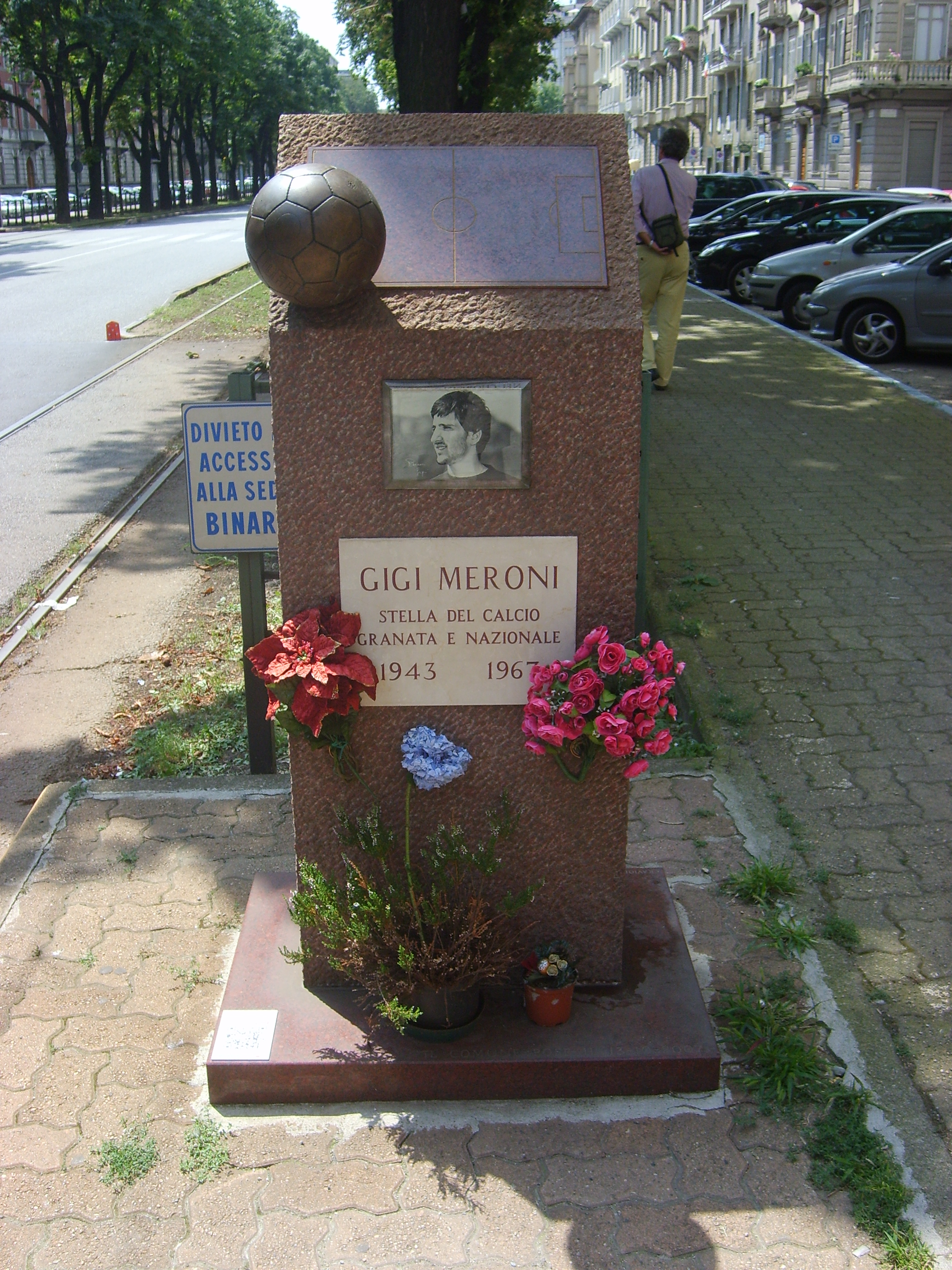
Monumento in granito rosso eretto dal comune di Torino nel 2007, quarantennale della morte di Meroni, nel luogo dove venne investito

La settimana dopo il funerale, il Torino affrontò la Juventus. 
Nel silenzio di entrambe le tifoserie, un elicottero inondò il campo di fiori, che furono raccolti sulla fascia destra, dove giocava Gigi Meroni.
Nestor Combin, compagno di Meroni nel reparto d'attacco granata e suo grande amico, insistette per giocare nonostante la febbre che lo aveva colpito pochi giorni prima; durante la partita segnò su punizione al 3º minuto, raddoppiò al 7º e firmò una tripletta al 15º della ripresa. 
In seguito venne segnato un quarto gol da Alberto Carelli, che aveva ereditato da Meroni la maglia numero 7. Questo resta ancora oggi il miglior risultato ottenuto dal Torino in un derby dal "dopo Superga" e vendicò, in senso sportivo, i 7 derby senza vittorie giocati da Meroni.
Il Torino chiese all'assicurazione di Romero un risarcimento per i danni causati dalla perdita del giocatore. All'epoca era un fatto quasi inedito e i precedenti tentativi (sempre del Torino dopo Superga) erano stati respinti dai giudici, che non riconoscevano il plusvalore rappresentato dall'investimento di una società sportiva in un giocatore di classe. La sentenza del 1971 dispose il risarcimento e marcò uno storico cambiamento di giurisprudenza in tema di risarcimenti per responsabilità civile nei sinistri stradali.
Due mesi dopo la morte del giocatore, il successivo 27 dicembre, la sua tomba a Como fu profanata, in orario notturno, da Gianni Viti, un uomo di trentaquattro anni di Oleggio con problemi psichiatrici che non riusciva a superare il dolore della perdita. L'uomo aprì la bara, asportò il fegato del giocatore e lo consegnò di persona, alcuni giorni dopo, agli allibiti poliziotti della Questura locale. Viti fu immediatamente rinchiuso in manicomio.
Nel marzo 1989 ignoti vandali profanarono nuovamente la tomba di Meroni, ritrovata aperta e con una scala lasciata all'interno.
Nel 2007, 40º anniversario della morte, il Comune di Torino collocò un monumento commemorativo sul luogo dell'incidente.

## Nella cultura di massa
A Meroni sono stati dedicati vari libri, tra cui La farfalla granata di Nando dalla Chiesa, diverse canzoni, come Chi si ricorda di Gigi Meroni? degli Yo Yo Mundi e Gigi Meroni di Filippo Andreani, la poesia Omaggio a Gigi Meroni di Franco Trincale di Ermanno Eandi. A suo nome sono intitolati diversi club sportivi, uno dei quali era attivo a Siracusa e denominato Libertas Meroni.
Nel 2013 la Rai ha trasmesso il film TV La farfalla granata, per la regia di Paolo Poeti, con Alessandro Roja nel ruolo di Meroni.

## Statistiche

### Presenze e reti nei club
| Stagione        | Squadra         | Campionato      | Campionato | Campionato | Coppe nazionali | Coppe nazionali | Coppe nazionali | Coppe continentali | Coppe continentali | Coppe continentali | Altre coppe | Altre coppe | Altre coppe | Totale | Totale |
| Stagione        | Squadra         | Comp            | Pres       | Reti       | Comp            | Pres            | Reti            | Comp               | Pres               | Reti               | Comp        | Pres        | Reti        | Pres   | Reti   |
| --------------- | --------------- | --------------- | ---------- | ---------- | --------------- | --------------- | --------------- | ------------------ | ------------------ | ------------------ | ----------- | ----------- | ----------- | ------ | ------ |
| 1960-1961       | Como            | B               | 1          | 0          | CI              | 1               | 0               | -                  | -                  | -                  | -           | -           | -           | 2      | 0      |
| 1961-1962       | Como            | B               | 24         | 3          | CI              | 0               | 0               | -                  | -                  | -                  | -           | -           | -           | 24     | 3      |
| Totale Como     | Totale Como     | Totale Como     | 25         | 3          |                 | 1               | 0               |                    | -                  | -                  |             | -           | -           | 26     | 3      |
| 1962-1963       | Genoa           | A               | 15         | 1          | CI              | 3               | 1               | -                  | -                  | -                  | -           | -           | -           | 18     | 2      |
| 1963-1964       | Genoa           | A               | 27         | 6          | CI              | 1               | 0               | -                  | -                  | -                  | -           | -           | -           | 28     | 6      |
| Totale Genoa    | Totale Genoa    | Totale Genoa    | 42         | 7          |                 | 4               | 1               |                    | -                  | -                  |             | -           | -           | 46     | 8      |
| 1964-1965       | Torino          | A               | 34         | 5          | CI              | 3               | 0               | CdC                | 9                  | 3                  | -           | -           | -           | 46     | 8      |
| 1965-1966       | Torino          | A               | 34         | 7          | CI              | 0               | 0               | CdF                | 1                  | 0                  | -           | -           | -           | 35     | 7      |
| 1966-1967       | Torino          | A               | 31         | 9          | CI              | 3               | 0               | -                  | -                  | -                  | CdA         | 2           | 0           | 36     | 9      |
| 1967-1968       | Torino          | A               | 4          | 1          | CI              | 1               | 0               | -                  | -                  | -                  | Int.        | 0           | 0           | 5      | 1      |
| Totale Torino   | Totale Torino   | Totale Torino   | 103        | 22         |                 | 7               | 0               |                    | 10                 | 3                  |             | 2           | 0           | 122    | 25     |
| Totale carriera | Totale carriera | Totale carriera | 170        | 32         |                 | 12              | 1               |                    | 10                 | 3                  |             | 2           | 0           | 194    | 36     |

### Cronologia presenze e reti in nazionale
| Cronologia completa delle presenze e delle reti in nazionale ― Italia | Cronologia completa delle presenze e delle reti in nazionale ― Italia | Cronologia completa delle presenze e delle reti in nazionale ― Italia | Cronologia completa delle presenze e delle reti in nazionale ― Italia | Cronologia completa delle presenze e delle reti in nazionale ― Italia | Cronologia completa delle presenze e delle reti in nazionale ― Italia | Cronologia completa delle presenze e delle reti in nazionale ― Italia | Cronologia completa delle presenze e delle reti in nazionale ― Italia |
| Data                                                                  | Città                                                                 | In casa                                                               | Risultato                                                             | Ospiti                                                                | Competizione                                                          | Reti                                                                  | Note                                                                  |
| --------------------------------------------------------------------- | --------------------------------------------------------------------- | --------------------------------------------------------------------- | --------------------------------------------------------------------- | --------------------------------------------------------------------- | --------------------------------------------------------------------- | --------------------------------------------------------------------- | --------------------------------------------------------------------- |
| 19-3-1966                                                             | Firenze                                                               | Italia                                                                | 0 – 0                                                                 | Francia                                                               | Amichevole                                                            | -                                                                     | 46’                                                                   |
| 14-6-1966                                                             | Bologna                                                               | Italia                                                                | 6 – 1                                                                 | Bulgaria                                                              | Amichevole                                                            | 1                                                                     | 46’                                                                   |
| 18-6-1966                                                             | Milano                                                                | Italia                                                                | 1 – 0                                                                 | Austria                                                               | Amichevole                                                            | -                                                                     |                                                                       |
| 22-6-1966                                                             | Torino                                                                | Italia                                                                | 3 – 0                                                                 | Argentina                                                             | Amichevole                                                            | 1                                                                     | 46’                                                                   |
| 29-6-1966                                                             | Firenze                                                               | Italia                                                                | 5 – 0                                                                 | Messico                                                               | Amichevole                                                            | -                                                                     |                                                                       |
| 16-7-1966                                                             | Sunderland                                                            | Unione Sovietica                                                      | 1 – 0                                                                 | Italia                                                                | Mondiali 1966 - 1º turno                                              | -                                                                     |                                                                       |
| Totale                                                                |                                                                       | Presenze                                                              | 6                                                                     |                                                                       | Reti                                                                  | 2                                                                     |                                                                       |

### Videografia
- Sfide: Gigi Meroni: quando un dribbling è più bello di un gol, Rai 3, 14 ottobre 2013.
- La storia siamo noi: Gigi Meroni il ragazzo che giocava un altro gioco/ Rai 2008
- Scuola RAI  costellazione-68-luigi-meroni Rai